# Аксас
Аксас (шор. Ақ сас) — река в России, протекает по Новокузнецкому району Кемеровской области. Устье реки находится в 20 км от устья реки Тутуяс по правому берегу. Длина реки составляет 10 км.
На месте впадения р. Аксас в Тутуяс находится опустевший посёлок Аксас.
Название происходит от шорского ақ — «белый», вторая часть происходит от шорского сас — «болото» либо от кетского сесь — «река».

## Данные водного реестра
По данным государственного водного реестра России относится к Верхнеобскому бассейновому округу, водохозяйственный участок реки — Томь от истока до города Новокузнецк, без реки Кондома, речной подбассейн реки — Томь. Речной бассейн реки — (Верхняя) Обь до впадения Иртыша.